# Castillo de Camarena de la Sierra
El castillo de Camarena se halla en el municipio de Camarena de la Sierra, provincia de Teruel (Comunidad Autónoma de Aragón, España).
Situado en un cerro rocoso denominado «El Castillejo» y «cerro de San Cristóbal», al poniente de la población, su construcción puede datar de la época musulmana.

## Historia
Existen escasas noticias de este castillo, y las existentes son de la época inmediata a la conquista cristina de la zona por Pedro II de Aragón, «constando que este rey lo entregó sucesivamente a Pedro Fernández el Castellano y a Pedro de Pomar (1210)». Al respecto, el cronista de Teruel, Jaime Caruana López de Barreda, en su Historia de la provincia de Teruel (1956), al decir del año 1210 anota que en su intento por conquistar el reino moro de Valencia, Pedro el Católico estableció su cuartel general en Teruel, «y con un fuerte ejército en el que figuraban las tropas del Concejo de Teruel y de la Comunidad de Teruel, así como las de Albarracín», sitió Castielfabib y se apoderó de la zona del pre-Rincón de Ademuz y otros lugares del entorno –hecho ocurrido el 26 de agosto de 1210-, estimulando a los turolenses a continuar la conquista: «Y así, al mando de don Pedro de Pomar y a la vuelta de esta expedición, fue conquistada también Camarena de la Sierra, ya en la sierra de Javalambre, límite con Valencia». Sin embargo, la Gran Enciclopedia Aragonesa (2000), dice que «este castillo fue tomado por Pedro del Pomar tras la batalla del llano de la Matanza el 29 de julio de 1210, reinando en Aragón Pedro II».
En la segunda década del siglo XIII (1217) Camarena de la Sierra pertenecía al obispado de Zaragoza, que lo permutó con la Corona a cambio del Castillo de la Palma, en Sástago (Zaragoza), integrándose así en la Comunidad de Aldeas de Teruel, Sesma del Campo de Sarrión.
En los años sesenta del mismo siglo XIII Camarena de la Sierra se hallaba despoblada, pues consta documentalmente que con fecha 8 de mayo de 1268, estando Jaime I de Aragón en Montpellier (Francia), concedió al Concejo de Teruel que eligiera varios hombres buenos (seis o siete) para que dividieran y dieran a poblar Camarena y otros lugares (Mosqueruela, Valdelinares, Peña Calva, Atorella, Salamanca, Turriles...), todos ellos en término de Teruel. Se desconoce si todos aquellos lugares se poblaron, desconociéndose también si fueron poblados y se despoblaron después. De los citados por el documento medieval, solo permanecen Camarena de la Sierra, Mosqueruela y Valdelinares.

## Ubicación y descripción
Ubicado en la cima de un cerro rocoso de gran potencia, en la margen derecha del río Camarena, al poniente de la población de Camarena de la Sierra, cuya denominación popular -El Castillejo- alude a la fortificación que hubo en la cumbre:

«Este peculiar emplazamiento ofrece una cumbre relativamente amplia, pero irregular e interrumpida por los niveles subverticales; la parte occidental del cerro, contigua al río, es prácticamente inaccesible, mientras que las restantes laderas tienen una pendiente importante, lo que facilita la defensa del emplazamiento. Además, los mencionados afloramientos rocosos que coronan la cumbre son difícilmente accesibles y muy fácilmente defendibles. El enclave se encuentra sometido a significativos procesos erosivos por arroyada difusa, frenados por algunas estructuras. La cubierta vegetal es de matorral y herbáceas».
El Castillejo: Castillo de Camarena, Patrimonio Cultural Aragonés

Los restos arqueológicos del castillo son escasos, distribuyéndose irregularmente por la cumbre del cerro (fragmentos de muros de mampostería de yeso), y en la ladera suroriental, en el que destaca un lienzo de muralla perimetral muy deteriorado «formado por cantos rodados, en ocasiones con tendencia al aparejo en espina de pez». La construcción en espina de pez (Opus spicatum) fue común en la Antigua Roma y durante la Edad Media, si bien puede verse en construcciones rurales del siglo XVII y siglo XVIII: su uso habitual era como adorno en pavimentos, aunque también se utilizó en muros y paredes. Ortega Ortega (2004) dice que «los restos conservados no permiten -sin embargo- demasiadas aseveraciones, pero es posible que algunos de
los escasos paramentos levantados a sardinel procedan de época musulmana y fueran reutilizados» en la época cristiana inmediata a la conquista.
Existen distintos restos arqueológicos dispersos por el cerro, singularmente en la cumbre y en la ladera de levante: «el grueso de las construcciones del castillo y de la zona potencialmente ocupada por la aldea medieval se concentra en la parte suroriental del emplazamiento, junto a un potente bloque rocoso que resalta por encima del resto de la cumbre, y en una vaguada intermedia». El resto de la zona arqueológica hasta el solar de la Ermita de San Cristóbal es más irregular, «aunque también pudo estar parcialmente ocupado».
Según recoge el Sistema de Información del Patrimonio Cultural Aragonés (SIPCA), en el enclave arqueológico del cerro del castillo -El Castillejo o Cerro de San Cristóbal- se han identificado tres tipos de estructuras:
- Restos de un templo de planta rectangular (20 x 7 metros) en posición septentrional, formando una plataforma apoyada directamente sobre los afloramientos rocosos, identificada con la primitiva iglesia parroquial del lugar, reconvertida después en la Ermita de San Cristóbal.
- Restos de un Torreón basado en muros de mampostería tomada con argamasa de cal y canto, en posición suroriental.
- Restos de un lienzo de muralla perimetral muy deteriorado junto al mencionado Torreón (posición suroriental), cuyo muro ha perdido la mayoría de los mampuestos exteriores. Dicha estructura delimita una plataforma (basculada en sentido sureste), sobre la que pudo asentarse parte de la aldea medieval.
- Restos de estructura defensiva en la parte más elevada del tormo rocoso (en posición suroccidental, bien visible desde la ladera occidental del cerro), corresponde a lo que pudo ser un torreón del castillo.
- Restos cerámicos dispersos de época islámica y bajomedieval cristiana.

En la zona septentrional del cerro del castillo se hallan las ruinas de la nombrada primitiva iglesia parroquial, convertida en Ermita de San Cristóbal, tras la construcción del nuevo templo parroquial en los años setenta del siglo XVII (1677).
En general, la mayor parte de los restos arqueológicos del término de Camarena de la Sierra pueden datarse en época ibérica: restos de dos poblados en «el Puntalico de los Planos» y en «el Castillejo» (Cerro de San Cristóbal), y fragmentos de cerámica romana (terra sigilata) en el entorno del Puntalico.-

## Catalogación
El Castillo de Camarena de la Sierra está inscrito en el Registro Aragonés de Bienes de Interés Cultural al estar incluido dentro de la relación de castillos considerados Bienes de Interés Cultural, en virtud de lo dispuesto en la disposición adicional segunda de la Ley 3/1999, de 10 de marzo, del Patrimonio Cultural Aragonés. Este listado fue publicado en el Boletín Oficial de Aragón del 22 de mayo de 2006.